# Güepsa (kommun)
Güepsa är en kommun i Colombia.   Den ligger i departementet Santander, i den centrala delen av landet, 170 km norr om huvudstaden Bogotá. Antalet invånare är 4 285.